# Joseba Alvarez Forcada
Joseba Alvarez Forcada (Sant Sebastià, 10 de juny de 1959) és un polític basc i històric dirigent de l'esquerra abertzale.
Del 1987 al 1998 va ser regidor d'Herri Batasuna a l'Ajuntament de Sant Sebastià. El 1999 va ser empresonat durant 20 mesos per formar part de la Mesa Nacional del partit independentista. Del 2001 al 2005, fou diputat d'Euskal Herritarrok al Parlament Basc, fins que la formació fou il·legalitzada com a conseqüència de la Llei de Partits espanyola. El 2007 va tornar a ser empresonat acusat de ser un dels dirigents de la formació il·legalitzada Batasuna.

## Trajectòria
Joseba Alvarez és fill de l'escriptor i polític basc Txillardegi. Va estudiar magisteri i sociolingüística, està casat i té un fill i una filla. És tècnic del servei de llengua basca de l'Ajuntament de Sant Sebastià.
Del 1979 al 1983 va estar al capdavant de la plataforma en defensa de la llengua basca Euskal Herrian Euskaraz i fou membre de l'Euskal Kulturaren Batzarreak. El 1986 es va afiliar a Herri Batasuna. El 1994 va ser elegit membre de la seva Mesa Nacional per a encarregar-se de l'àrea de cultura i llengua basca. El 1998 va ser empresonat per primera vegada per ser membre de la Mesa Nacional. El 2000 va ser reelegit a la Mesa Nacional per a encarregar-se de l'àrea internacional de Batasuna. El 2 d'octubre de 2007 va ser arrestat per la policia espanyola a Sant Sebastià, juntament amb Oihana Agirre de l'organització antirepressiva Gestores Pro Amnistia, per ordre del jutge Baltasar Garzón. Pel que sembla, va ser acusat de «repetir el crim» de ser membre de Batasuna. Dos dies després, va ser empresonat per segona vegada. El 27 de març de 2010, el jutge va fixar la fiança i el va deixar en llibertat provisional. Actualment és membre del moviment pels drets civils i polítics Eleak.